# Festival international du film de Thessalonique 2014
Le festival international du film de Thessalonique 2014, la 55e édition du festival (55° Φεστιβάλ Κινηματογράφου Θεσσαλονίκης), s'est déroulé du 31 octobre au 9 novembre 2014.

## Sélection

### Compétition internationale
- Amnesia de Nini Bull Robsahm  Norvège
- Flugparken de Jens Ostberg  Suède
- Klass korrektsii de Ivan I. Tverdovsky  Russie  Allemagne
- Forget Me Not de Yannis Fagras  Grèce
- Ich seh, Ich seh de Veronika Franz et Severin Fiala  Autriche
- Crosswind : La Croisée des vents de Martti Helde  Estonie
- Magical Girl de Carlos Vermut  Espagne  France
- Modris de Juris Kursietis  Lettonie  Allemagne  Grèce
- Next to Her (At Li Layla) de Asaf Korman  Israël
- Norviyia de Yannis Veslemes  Grèce
- La tirisia de Jorge Perez Solano  Mexique
- She's Lost Control de Anja Marquardt  États-Unis
- Urok de Kristina Grozeva et Petar Valtchanov  Bulgarie  Grèce
- The Tribe (Плем'я) de Myroslav Slaboshpytskiy  Ukraine

### Films grecs
- Dark Illusion de Manos Karystinos  Grèce
- Forget Me Not de Yannis Fagras  Grèce
- Hook, Line and Sinker (Ώς το κόκκαλο) de Theo Koutsaftis  Grèce  France
- Norviyia (Νορβηγία) de Yannis Veslemes  Grèce
- Polk (Πολκ) de Nikos Nikolopoulos et Vladimiros Nikolouzos  Grèce
- Vasilissa Antigoni (Βασίλισσα Αντιγόνη) de Telemachos Alexiou  Grèce  Allemagne
- The Revenge of Dionysos (Η εκδίκηση του Διονύσου) de Dimitris Kollatos  Grèce

### The European Parliament’sLUX Prize
- Class Enemy (Razredni sovražnik) de Rok Biček  Slovénie
- Bande de filles de Céline Sciamma  France
- Ida de Paweł Pawlikowski  Pologne

## Palmarès

### Compétition
- Prix Theo Angelopoulos (Alexandre d'or) : La tirisia de Jorge Pérez Solano  Mexique[1]
- Prix spécial du jury (Alexandre d'argent) : Next to Her de Asaf Korman  Israël
- Prix spécial du jury pour l'originalité et l'innovation (Alexandre de bronze) : Urok de Kristina Grozeva et Petar Valtchanov  Bulgarie  Grèce
- Meilleur réalisateur : Myroslav Slaboshpytskiy pour The Tribe  Ukraine
- Meilleur scénario : Kristina Grozeva et Petar Valtchanov pour Urok  Bulgarie  Grèce
- Meilleur acteur : Sverrir Gudnason pour Flugparken  Suède
- Meilleure actrice : Brooke Bloom pour She's Lost Control  États-Unis
- Artistic Achievement Award : Crosswind : La Croisée des vents de Martti Helde  Estonie

### Autres prix
- Prix FIPRESCI du meilleur film international : Ich seh, Ich seh de Severin Fiala et Veronika Franz  Allemagne
- Prix FIPRESCI du meilleur film grec : Norviyia de Yannis Veslemes  Grèce
  - Mention spéciale : Polk de Nikos Nikolopoulos et Vladimiros Nikolouzos  Grèce
- Human Values Award : Klass korrektsii de Ivan I. Tverdovsky  Russie
- Prix du public : Klass korrektsii de Ivan I. Tverdovsky  Russie
- Prix Michael Cacoyannis du meilleur film grec : Dark Illusion de Manos Karystinos  Grèce
- Meilleur film des Balkans : Three Windows and a Hanging (Tri Dritare dhe nje Varje) de Manos Karystinos  Kosovo  Serbie
- Meilleur film de la sélection Open Horizons : If You Love Me... (The Little Death) de Josh Lawson  Australie
- Greek Film Critics Association Award : To Mikro Psari de Yannis Economides  Grèce